# Đồng vị của franci
Franci (Fr) không có đồng vị bền. Nguyên tử khối chuẩn cũng chưa rõ ràng. Đồng vị bền nhất là 223Fr có chu kỳ bán rã là 22 phút, có mặt trong tự nhiên ở dạng vết, là một sản phẩm phân rã trung gian của 235U. Đồng vị tự nhiên khác là 221Fr.
Trong số các nguyên tố có đồng vị ổn định nhất đã được xác định một cách chắc chắn, franci là không bền nhất. Tất cả các nguyên tố có số nguyên tử lớn hơn hoặc bằng 106 (Seaborgi) có các đồng vị bền nhất ngắn hơn Franci, nhưng các nguyên tố này chỉ có một số nhỏ tương đối các đồng vị được phát hiện, do vậy, có khả năng một đồng vị chưa được biết đến có chu kỳ bán rã dài hơn.
Năm 1939, nhà nữ bác học người Pháp tên là M. Perey đã phát hiện ra nguyên tố có số thứ tự 87, sau khi tách được nguyên tố này ra từ các sảm phẩm phân rã actini và đặt tên là franci để ghi danh nước Pháp tổ quốc của bà Ngoài đồng vị có chu kỳ bán rã dài nhất 223Fr (t1/2 = 22 phút), còn có 17 đồng vị khác của Franci có chu kỳ bán rã ngắn, thường điều chế nhân tạo, chủ yếu bằng phản ứng va chạm khi bắn phá trực tiếp hạt nhân thori bằng hạt α năng lượng cao. Các đồng vị ngắn ngày của Franci cũng hình thành trong sự phân rã α các đồng vị của actini.
Franci có mặt trong quặng Urani với hàm lượng vô cùng nhỏ (7,7.1014 nguyên tử 235U, tức là 3.1018 nguyên tử Urani tự nhiên mới có một nguyên tử Franci). Theo các tính toán, tổng khối lượng Franci có trong vỏ trái đất (tính đến chiều sâu 1,6 km) là 24,5 g.

## Danh sách các đồng vị
| Ký hiệu hạt nhân | Tên lịch sử      | Z(p)                  | N(n)                  | Khối lượng đồng vị (u) | Bán rã       | Cơ chế phân rã | Đồng vị con | Spin hạt nhân | Hợp phần đồng vị đại diện (tỉ lệ mole) | range of natural variation (tỉ lệ mole) |
| Ký hiệu hạt nhân | Tên lịch sử      | Năng lượng kích thích | Năng lượng kích thích | Năng lượng kích thích  | Bán rã       | Cơ chế phân rã | Đồng vị con | Spin hạt nhân | Hợp phần đồng vị đại diện (tỉ lệ mole) | range of natural variation (tỉ lệ mole) |
| ---------------- | ---------------- | --------------------- | --------------------- | ---------------------- | ------------ | -------------- | ----------- | ------------- | -------------------------------------- | --------------------------------------- |
| 199Fr            |                  | 87                    | 112                   | 199.00726(4)           | 16(7) ms     |                |             | 1/2+#         |                                        |                                         |
| 200Fr            |                  | 87                    | 113                   | 200.00657(8)           | 24(10) ms    | α              | 196At       | 3+#           |                                        |                                         |
| 200mFr           |                  | 60(110) keV           | 60(110) keV           | 60(110) keV            | 650(210) ms  | α              | 196At       | 10-#          |                                        |                                         |
| 200mFr           | IT (rare)        | 60(110) keV           | 60(110) keV           | 60(110) keV            | 650(210) ms  | 200Fr          |             | 10-#          |                                        |                                         |
| 201Fr            |                  | 87                    | 114                   | 201.00386(8)           | 67(3) ms     | α (99%)        | 197At       | (9/2-)        |                                        |                                         |
| 201Fr            | β+ (1%)          | 87                    | 114                   | 201.00386(8)           | 67(3) ms     | 201Rn          |             | (9/2-)        |                                        |                                         |
| 202Fr            |                  | 87                    | 115                   | 202.00337(5)           | 290(30) ms   | α (97%)        | 198At       | (3+)          |                                        |                                         |
| 202Fr            | β+ (3%)          | 87                    | 115                   | 202.00337(5)           | 290(30) ms   | 202Rn          |             | (3+)          |                                        |                                         |
| 202mFr           |                  | 330(90)# keV          | 330(90)# keV          | 330(90)# keV           | 340(40) ms   | α (97%)        | 198At       | (10-)         |                                        |                                         |
| 202mFr           | β+ (3%)          | 330(90)# keV          | 330(90)# keV          | 330(90)# keV           | 340(40) ms   | 202Rn          |             | (10-)         |                                        |                                         |
| 203Fr            |                  | 87                    | 116                   | 203.000925(17)         | 0.55(2) s    | α (95%)        | 199At       | (9/2-)#       |                                        |                                         |
| 203Fr            | β+ (5%)          | 87                    | 116                   | 203.000925(17)         | 0.55(2) s    | 203Rn          |             | (9/2-)#       |                                        |                                         |
| 204Fr            |                  | 87                    | 117                   | 204.000653(26)         | 1.7(3) s     | α (96%)        | 200At       | (3+)          |                                        |                                         |
| 204Fr            | β+ (4%)          | 87                    | 117                   | 204.000653(26)         | 1.7(3) s     | 204Rn          |             | (3+)          |                                        |                                         |
| 204m1Fr          |                  | 50(4) keV             | 50(4) keV             | 50(4) keV              | 2.6(3) s     | α (90%)        | 200At       | (7+)          |                                        |                                         |
| 204m1Fr          | β+ (10%)         | 50(4) keV             | 50(4) keV             | 50(4) keV              | 2.6(3) s     | 204Rn          |             | (7+)          |                                        |                                         |
| 204m2Fr          |                  | 326(4) keV            | 326(4) keV            | 326(4) keV             | 1.7(6) s     |                |             | (10-)         |                                        |                                         |
| 205Fr            |                  | 87                    | 118                   | 204.998594(8)          | 3.80(3) s    | α (99%)        | 201At       | (9/2-)        |                                        |                                         |
| 205Fr            | β+ (1%)          | 87                    | 118                   | 204.998594(8)          | 3.80(3) s    | 205Rn          |             | (9/2-)        |                                        |                                         |
| 206Fr            |                  | 87                    | 119                   | 205.99867(3)           | ~16 s        | β+ (58%)       | 206Rn       | (2+,3+)       |                                        |                                         |
| 206Fr            | α (42%)          | 87                    | 119                   | 205.99867(3)           | ~16 s        | 202At          |             | (2+,3+)       |                                        |                                         |
| 206m1Fr          |                  | 190(40) keV           | 190(40) keV           | 190(40) keV            | 15.9(1) s    |                |             | (7+)          |                                        |                                         |
| 206m2Fr          |                  | 730(40) keV           | 730(40) keV           | 730(40) keV            | 700(100) ms  |                |             | (10-)         |                                        |                                         |
| 207Fr            |                  | 87                    | 120                   | 206.99695(5)           | 14.8(1) s    | α (95%)        | 203At       | 9/2-          |                                        |                                         |
| 207Fr            | β+ (5%)          | 87                    | 120                   | 206.99695(5)           | 14.8(1) s    | 207Rn          |             | 9/2-          |                                        |                                         |
| 208Fr            |                  | 87                    | 121                   | 207.99714(5)           | 59.1(3) s    | α (90%)        | 204At       | 7+            |                                        |                                         |
| 208Fr            | β+ (10%)         | 87                    | 121                   | 207.99714(5)           | 59.1(3) s    | 208Rn          |             | 7+            |                                        |                                         |
| 209Fr            |                  | 87                    | 122                   | 208.995954(16)         | 50.0(3) s    | α (89%)        | 205At       | 9/2-          |                                        |                                         |
| 209Fr            | β+ (11%)         | 87                    | 122                   | 208.995954(16)         | 50.0(3) s    | 209Rn          |             | 9/2-          |                                        |                                         |
| 210Fr            |                  | 87                    | 123                   | 209.996408(24)         | 3.18(6) min  | α (60%)        | 206At       | 6+            |                                        |                                         |
| 210Fr            | β+ (40%)         | 87                    | 123                   | 209.996408(24)         | 3.18(6) min  | 210Rn          |             | 6+            |                                        |                                         |
| 211Fr            |                  | 87                    | 124                   | 210.995537(23)         | 3.10(2) min  | α (80%)        | 207At       | 9/2-          |                                        |                                         |
| 211Fr            | β+ (20%)         | 87                    | 124                   | 210.995537(23)         | 3.10(2) min  | 211Rn          |             | 9/2-          |                                        |                                         |
| 212Fr            |                  | 87                    | 125                   | 211.996202(28)         | 20.0(6) min  | β+ (57%)       | 212Rn       | 5+            |                                        |                                         |
| 212Fr            | α (43%)          | 87                    | 125                   | 211.996202(28)         | 20.0(6) min  | 208At          |             | 5+            |                                        |                                         |
| 213Fr            |                  | 87                    | 126                   | 212.996189(8)          | 34.6(3) s    | α (99.45%)     | 209At       | 9/2-          |                                        |                                         |
| 213Fr            | β+ (.55%)        | 87                    | 126                   | 212.996189(8)          | 34.6(3) s    | 213Rn          |             | 9/2-          |                                        |                                         |
| 214Fr            |                  | 87                    | 127                   | 213.998971(9)          | 5.0(2) ms    | α              | 210At       | (1-)          |                                        |                                         |
| 214m1Fr          |                  | 123(6) keV            | 123(6) keV            | 123(6) keV             | 3.35(5) ms   | α              | 210At       | (8-)          |                                        |                                         |
| 214m2Fr          |                  | 638(6) keV            | 638(6) keV            | 638(6) keV             | 103(4) ns    |                |             | (11+)         |                                        |                                         |
| 214m3Fr          |                  | 6477+Y keV            | 6477+Y keV            | 6477+Y keV             | 108(7) ns    |                |             | (33+)         |                                        |                                         |
| 215Fr            |                  | 87                    | 128                   | 215.000341(8)          | 86(5) ns     | α              | 211At       | 9/2-          |                                        |                                         |
| 216Fr            |                  | 87                    | 129                   | 216.003198(15)         | 0.70(2) µs   | α              | 212At       | (1-)          |                                        |                                         |
| 216Fr            | β+ (2×10−7%)     | 87                    | 129                   | 216.003198(15)         | 0.70(2) µs   | 216Rn          |             | (1-)          |                                        |                                         |
| 217Fr            |                  | 87                    | 130                   | 217.004632(7)          | 16.8(19) µs  | α              | 213At       | 9/2-          |                                        |                                         |
| 218Fr            |                  | 87                    | 131                   | 218.007578(5)          | 1.0(6) ms    | α              | 214At       | 1-            |                                        |                                         |
| 218m1Fr          |                  | 86(4) keV             | 86(4) keV             | 86(4) keV              | 22.0(5) ms   | α              | 214At       |               |                                        |                                         |
| 218m1Fr          | IT (rare)        | 86(4) keV             | 86(4) keV             | 86(4) keV              | 22.0(5) ms   | 218Fr          |             |               |                                        |                                         |
| 218m2Fr          |                  | 200(150)# keV         | 200(150)# keV         | 200(150)# keV          |              |                |             | high          |                                        |                                         |
| 219Fr            |                  | 87                    | 132                   | 219.009252(8)          | 20(2) ms     | α              | 215At       | 9/2-          |                                        |                                         |
| 220Fr            |                  | 87                    | 133                   | 220.012327(4)          | 27.4(3) s    | α (99.65%)     | 216At       | 1+            |                                        |                                         |
| 220Fr            | β− (.35%)        | 87                    | 133                   | 220.012327(4)          | 27.4(3) s    | 220Ra          |             | 1+            |                                        |                                         |
| 221Fr            |                  | 87                    | 134                   | 221.014255(5)          | 4.9(2) min   | α (99.9%)      | 217At       | 5/2-          | Trace                                  |                                         |
| 221Fr            | β− (.1%)         | 87                    | 134                   | 221.014255(5)          | 4.9(2) min   | 221Ra          |             | 5/2-          | Trace                                  |                                         |
| 221Fr            | CD (8.79×10−11%) | 87                    | 134                   | 221.014255(5)          | 4.9(2) min   | 207Tl 14C      |             | 5/2-          | Trace                                  |                                         |
| 222Fr            |                  | 87                    | 135                   | 222.017552(23)         | 14.2(3) min  | β−             | 222Ra       | 2-            |                                        |                                         |
| 223Fr            | Actinium K       | 87                    | 136                   | 223.0197359(26)        | 22.00(7) min | β− (99.99%)    | 223Ra       | 3/2(-)        | Trace                                  |                                         |
| 223Fr            | Actinium K       | 87                    | 136                   | 223.0197359(26)        | 22.00(7) min | α (.006%)      | 219At       | 3/2(-)        | Trace                                  |                                         |
| 224Fr            |                  | 87                    | 137                   | 224.02325(5)           | 3.33(10) min | β−             | 224Ra       | 1-            |                                        |                                         |
| 225Fr            |                  | 87                    | 138                   | 225.02557(3)           | 4.0(2) min   | β−             | 225Ra       | 3/2-          |                                        |                                         |
| 226Fr            |                  | 87                    | 139                   | 226.02939(11)          | 49(1) s      | β−             | 226Ra       | 1-            |                                        |                                         |
| 227Fr            |                  | 87                    | 140                   | 227.03184(11)          | 2.47(3) min  | β−             | 227Ra       | 1/2+          |                                        |                                         |
| 228Fr            |                  | 87                    | 141                   | 228.03573(22)#         | 38(1) s      | β−             | 228Ra       | 2-            |                                        |                                         |
| 229Fr            |                  | 87                    | 142                   | 229.03845(4)           | 50.2(4) s    | β−             | 229Ra       | (1/2+)#       |                                        |                                         |
| 230Fr            |                  | 87                    | 143                   | 230.04251(48)#         | 19.1(5) s    | β−             | 230Ra       |               |                                        |                                         |
| 231Fr            |                  | 87                    | 144                   | 231.04544(50)#         | 17.6(6) s    | β−             | 231Ra       | (1/2+)#       |                                        |                                         |
| 232Fr            |                  | 87                    | 145                   | 232.04977(69)#         | 5(1) s       | β−             | 232Ra       |               |                                        |                                         |

1. ↑  Viết tắt:
CD: Cluster decay
IT: Chuyển đổi đồng phân
2. ↑  Sản phẩm phân rã trung gian của 237Np
3. ↑  Sản phẩm phân rã trung gian của 235U